# Przesyłka za potwierdzeniem odbioru
Przesyłka za potwierdzeniem odbioru – usługa dodatkowa oferowana przez pocztę dla listów poleconych lub innych przesyłek rejestrowanych, takich jak paczki pocztowe, listy wartościowe itp. Nadawca listu zlecający dostarczenie listu za zwrotnym potwierdzeniem odbioru otrzymuje po doręczeniu listu specjalny dodatkowy formularz (tzw. „zwrotkę”), na którym znajduje się dowód doręczenia w postaci podpisu odbiorcy. Na „zwrotce”, przeznaczonej dla nadawcy, odbiorca kwituje odbiór listu niezależnie od pokwitowania, na którym podpisuje doręczenie – tak jak kwitowane są wszystkie listy polecone na potrzeby dokumentacji pocztowej.
W Polsce w obrocie pocztowym za usługę zwrotnego potwierdzenia odbioru nadawca uiścić musi opłatę w wysokości 3,00 zł.
Potwierdzenie odbioru stosuje się przy wysyłaniu przede wszystkim ważnych dokumentów, których potwierdzenie doręczenia ma istotne znaczenie dla nadawcy (np. wówczas, kiedy determinuje, czy czynność powiadomienia listownego była skutecznie zrealizowana), szczególnie przy wezwaniach i zawiadomieniach sądowych itp.
Na druku awiza listonosz dopisuje skrót  „ZPO” (Za Potwierdzeniem Odbioru).
Poczta w USA oferuje usługę Certified Mail podobną do systemu przesyłek za zwrotnym potwierdzeniem odbioru (obok Registered Mail, zgodną z systemem przesyłek poleconych).

## Elektroniczne potwierdzenie odbioru
Elektroniczne potwierdzenie odbioru (EPO) stanowi wygodną alternatywę dla papierowej, tradycyjnej formy pokwitowania, wystawianego dla przesyłek poleconych i przesyłek firmowych poleconych. Polega na doręczeniu przesyłki na podstawie zapisu przesyłki w systemie teleinformatycznym oraz złożeniu podpisu przez odbiorcę na urządzeniu mobilnym – tablecie.
W Polsce już od roku 2024 elektroniczne potwierdzenie odbioru przesyłek od instytucji państwowych w tym urzędów będzie obowiązkowe dla przedsiębiorstw i odbywać się będzie za pomocą Krajowego Systemu Doręczeń Elektronicznych (w skrócie e-Doręczenia).
Korzystanie z Elektronicznego Potwierdzenia Odbioru możliwe jest:
- poprzez integrację systemu nadawcy z internetową aplikacją np. Poczty Polskiej albo
- w ramach internetowej aplikacji poprzez nadanie, a następnie pobieranie informacji o EPO dla danej przesyłki.

W ramach Elektronicznego Potwierdzenia Odbioru nadawca otrzymuje w formie elektronicznej stosowne informacje:
- datę doręczenia przesyłki,
- imię i nazwisko odbiorcy,
- datę i miejsce pozostawienia awiza wraz z informacją o terminie odbioru,
- datę pozostawienia powtórnego awiza wraz z informacją o terminie jej odbioru,
- miejsce przechowywania awizowanej przesyłki,
- powód zwrotu (niedoręczenia) przesyłki,
- datę zwrotu przesyłki[4].